# Epilobium margaretiae
Epilobium margaretiae är en dunörtsväxtart som beskrevs av Brockie. Epilobium margaretiae ingår i släktet dunörter, och familjen dunörtsväxter. Inga underarter finns listade i Catalogue of Life.